# أولاد الزهرة (عرب صباح زيز)
أولاد الزهرة هي إحدى مشيخات المملكة المغربية، تتبع جغرافيا لإقليم الرشيدية وإداريًا لعرب صباح زيز. يقدر عدد سكانها بـ 1511 نسمة حسب الإحصاء الرسمي للسكان والسكنى لسنة 2004.